# Verdwijning van Jaïr Soares
De verdwijning van Jaïr Soares is een Nederlandse cold case. Het betreft de verdwijning van een zevenjarige jongen die op 4 augustus 1995 op het strand van Monster voor het laatst werd gezien.

## Achtergrond
Jaïr Soares was de jongste uit een gezin met vijf zoons. Zijn ouders hadden Portugese en Kaapverdiaanse wortels en waren in de jaren 1980 vanuit Portugal naar Nederland geëmigreerd. Het gezin woonde in Rotterdam en was erg religieus en hecht. Soares was op de bewuste dag samen met zijn ouders, broertje en een kennis met haar dochtertje rond half vier 's middags op het strand van Monster. De vader van Soares ging rond half zes samen met de drie kinderen bij de strandtent Paviljoen Molenslag nabij de strandopgang aan de Molenslag friet kopen. De moeder van Soares liep op een later moment ook richting de strandtent. De buurvrouw bleef op het stand achter om op de spullen te passen. Soares had zijn frietjes snel op, keerde terug naar het strand en raakte daar buiten het zicht van zijn ouders. Zijn ouders gingen ervan uit dat hij bij hun vriendin was, terwijl zij dacht dat Soares bij hen was. Vanaf dat moment ontbrak elk spoor van hem. 
Met behulp van de politie en reddingsbrigade werd op het strand, de parkeerplaats, de nabijgelegen camping en in de duinen naar Soares gezocht.

## Onderzoek

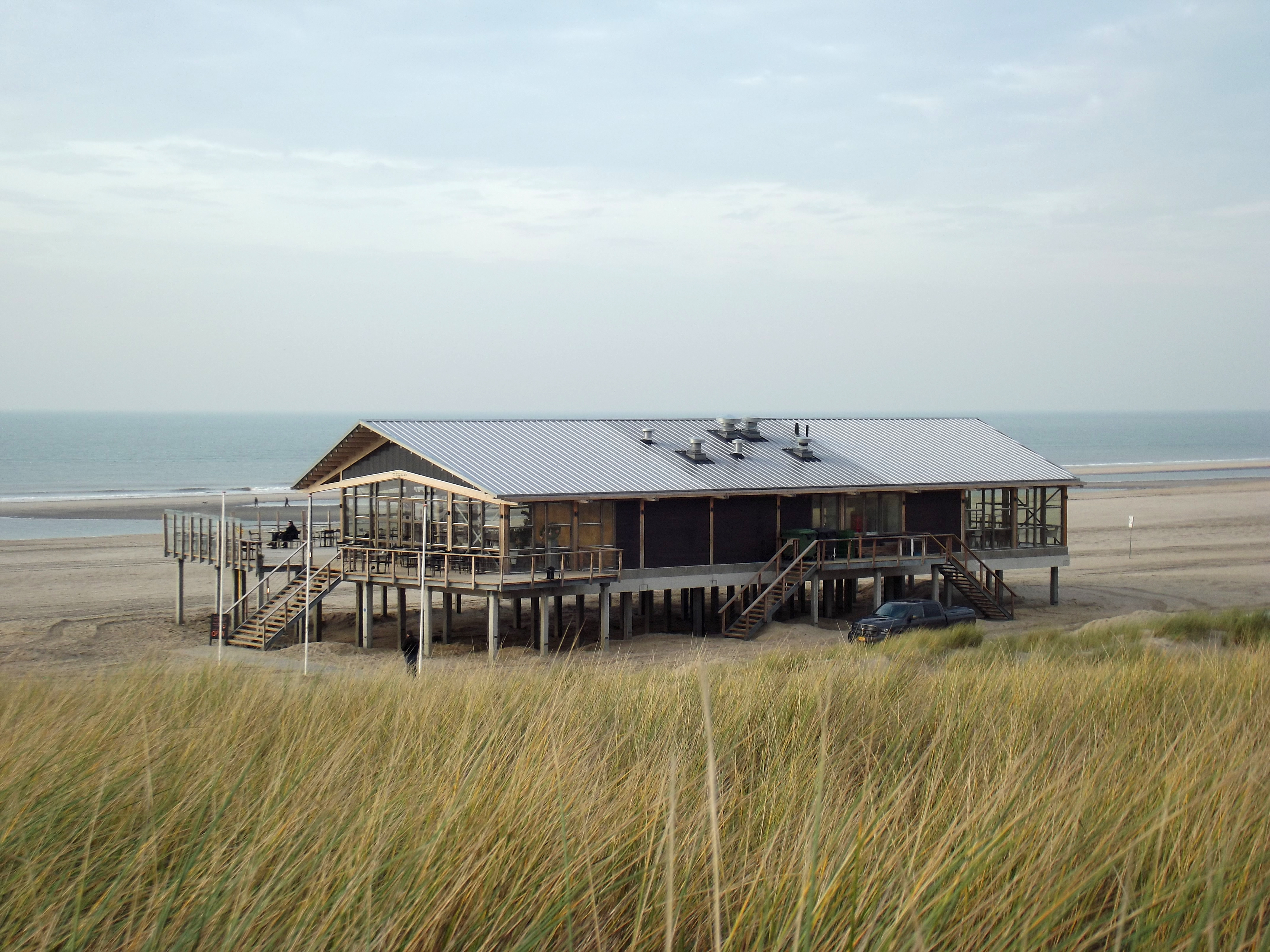
Strandtent bij de Molenslag (situatie 2024). Op deze plek stond in 1995 de strandtent Paviljoen Molenslag

Het initiële onderzoek richtte zich op het strand en de kustlijn, voor het geval dat Soares in het water of onder het zand terecht was geraakt. Deze hypothese werd vrij snel uitgesloten, naar aanleiding van gesprekken met getuigen. Daarnaast zou het lichaam van Soares zijn aangespoeld als hij in de zee was verdronken. Hierna richtte het onderzoek zich op personen die zich die dag op het strand hadden bevonden, gasten van de nabijgelegen camping en op omwonenden. Een getuige meldde een oude, onverzorgde man gezien te hebben die samen met een getint jongetje over de dijk naar zijn auto liep. Deze tip is destijds door de politie opgevolgd, maar het leek te gaan om een persoon die een half uur voordat Soares verdween was gezien. De omliggende duinen werden doorzocht met onder meer jeeps en hondenteams. Het onderzoek leidde niet tot een resultaat, waarna de zaak na enkele maanden door de politie van Den Haag tijdelijk werd gesloten.

### Heropening onderzoek
In 2002, zeven jaar na de verdwijning, werd de zaak heropend door het Landelijk Team Kindermoorden. Er werd een DNA-profiel opgesteld van de familieleden van Soares. Daarnaast herbekeken ze de resultaten en deden ze nader onderzoek, maar er kwam geen doorbraak in de zaak. In 2011 en 2012 werd het onderzoek opnieuw verdergezet. Met moderne apparatuur werd door politie en het leger in de duinen en op het strand gezocht naar Soares, maar hij werd niet gevonden. 
In 2011 publiceerde de politie een verouderingsfoto van Soares, waarop hij te zien was als 23-jarige. De plaatsing van de zaak op de coldcasekalender van 2019 leidde tot enkele nieuwe tips, maar zorgde opnieuw niet voor een doorbraak.
De zaak werd in 2020 gepresenteerd bij de Duitse politie naar aanleiding van de aanhouding van een Duitse man in de zaak Madeleine McCann, maar er kon geen link worden gelegd tussen de twee vermissingen.
In 2021 werd er onderzoek gedaan naar een mogelijke verdachte, maar deze persoon bleek een alibi te hebben voor de dag van de verdwijning. Door het Openbaar Ministerie werd in 2019 een beloning van 15.000 euro uitgeloofd voor de gouden tip die zou leiden tot de oplossing in de vermissingszaak.

### Betrokkenheid Peter R. de Vries Foundation
Door de Peter R. de Vries Foundation werd in augustus 2022 een beloning van 250.000 euro uitgeloofd. Hierdoor kwamen ruim 125 nieuwe tips binnen, maar deze leidden niet tot een resultaat. De zaak werd tevens onder de aandacht gebracht in Portugal en Kaapverdië, waar de roots van de familie Soares liggen. De beloning verliep op 18 maart 2023. In november 2022 werden op initiatief van de foundation zevenduizend flyers met de foto van Soares verspreid in Monster met daarop het verhaal van de verdwijning van Soares.

## Media
Het Openbaar Ministerie maakte in 2022 een podcast over de vermissingszaak. Deze kreeg de titel Waar is Jaïr Soares?